# Cây di sản
Cây di sản là những cây thân gỗ, đa phần là cây cổ thụ, có từ lâu đời và có giá trị lớn về văn hóa, giáo dục, lịch sử, xã hội, sinh thái, du lịch... được pháp luật cũng như cộng đồng công nhận và bảo vệ. Các tiêu chí chính để chỉ định cây di sản là tuổi, độ quý hiếm và kích thước, cũng như giá trị thẩm mỹ, thực vật, sinh thái và lịch sử. Sắc lệnh về cây di sản được phát triển để đưa ra giới hạn đối với việc di dời những cây này. các sắc lệnh hướng tới 1 loại cây cụ thể không phải rừng.

## Trên thế giới
Rất nhiều nước khác như Singapore, Trung Quốc, Thái Lan, Myanmar, Nhật Bản, Australia, New Zealand, Hoa Kỳ,…đã tiến hành bảo vệ Cây Di sản như một loại Danh mộc Cổ thụ của đất nước. Ngọài giá trị văn hóa, giáo dục, xã hội và sinh thái, Cây di sản cũng rất được du khách quan tâm, tạo ra nguồn thu lớn cho ngành du lịch địa phương...

## Ở Singapore
Singapore là quốc gia có diện tích nhỏ hẹp, tốc độ đô thị hóa nhanh, đi tiên phong trong phong trào bảo vệ cây di sản. Cây di sản là những cây trưởng thành bất kỳ, mọc ở mọi nơi (khu bảo tồn, đô thị, nông thôn, ven đường, công viên), thuộc sở hữu công hay tư nhân được lựa chọn và bảo vệ theo quy định "Kế hoạch Cây di sản" (Heritage Trees Scheme) ngày 17/8/2001. Cây được tuyển chọn vào Danh mục Cây di sản được xét duyệt bởi Hội đồng gồm 9 chuyên gia và đáp ứng đủ các tiêu chí về hình dạng bên ngoài, chiều cao, đường kính thân cây, các giá trị về giáo dục, lịch sử và xã hội. Cây di sản được bảo vệ bởi một quỹ đặc biệt có tên là "Quỹ Cây di sản".

Một số cây di sản ở Singapore
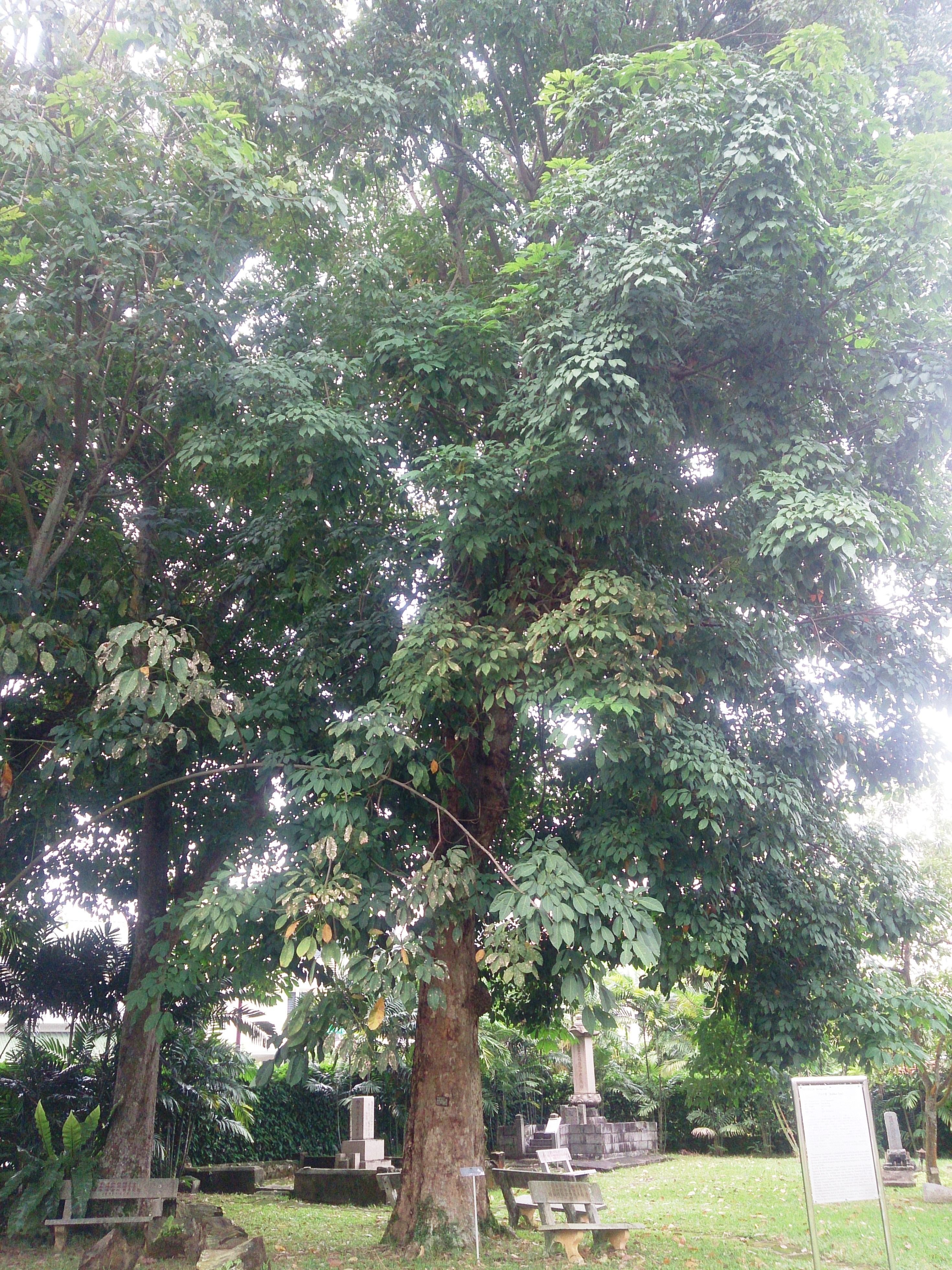
Cây cao su tại Công viên Japanese Cemetery
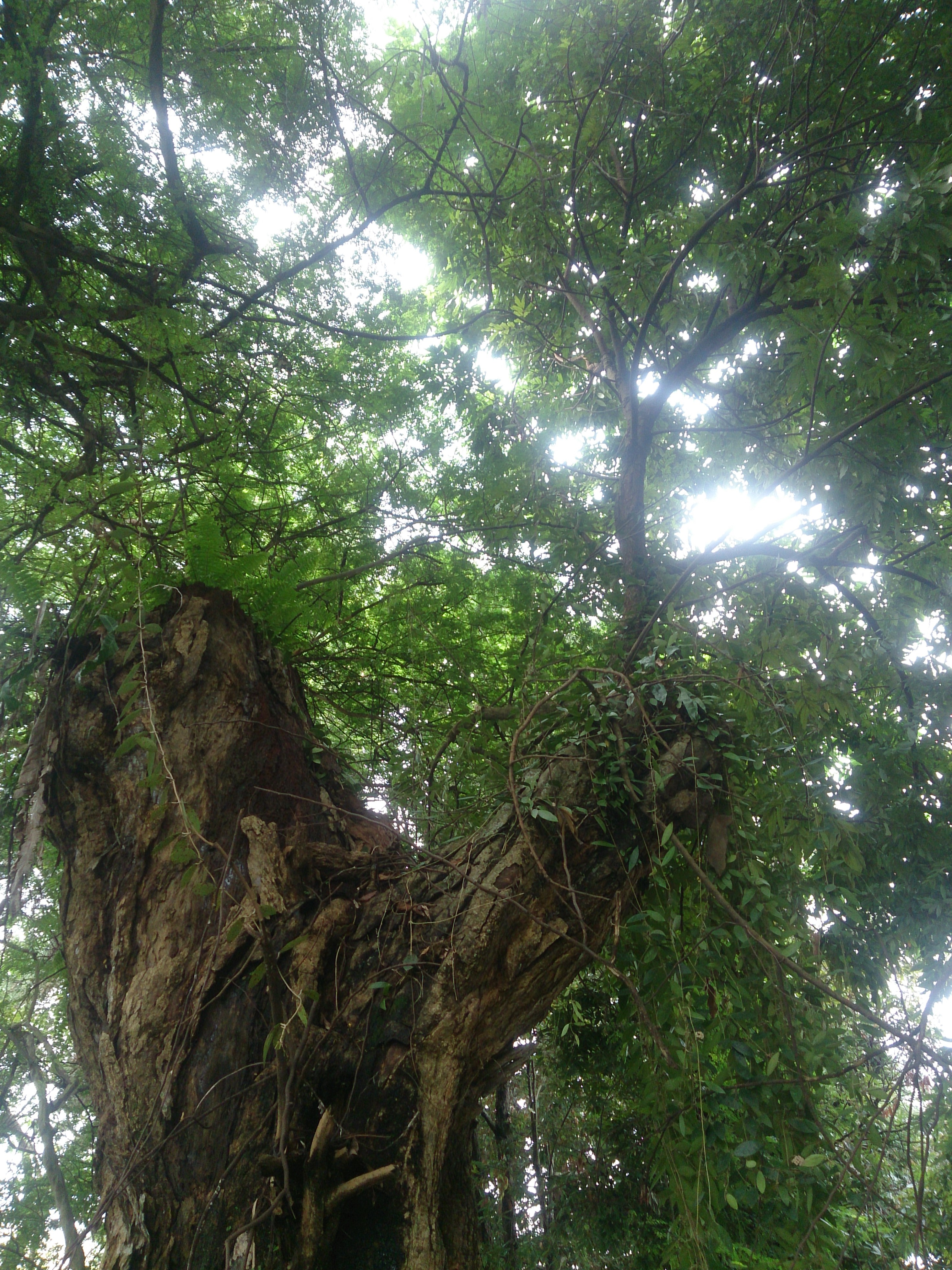
Cây vải thiều tại Công viên Japanese Cemetery
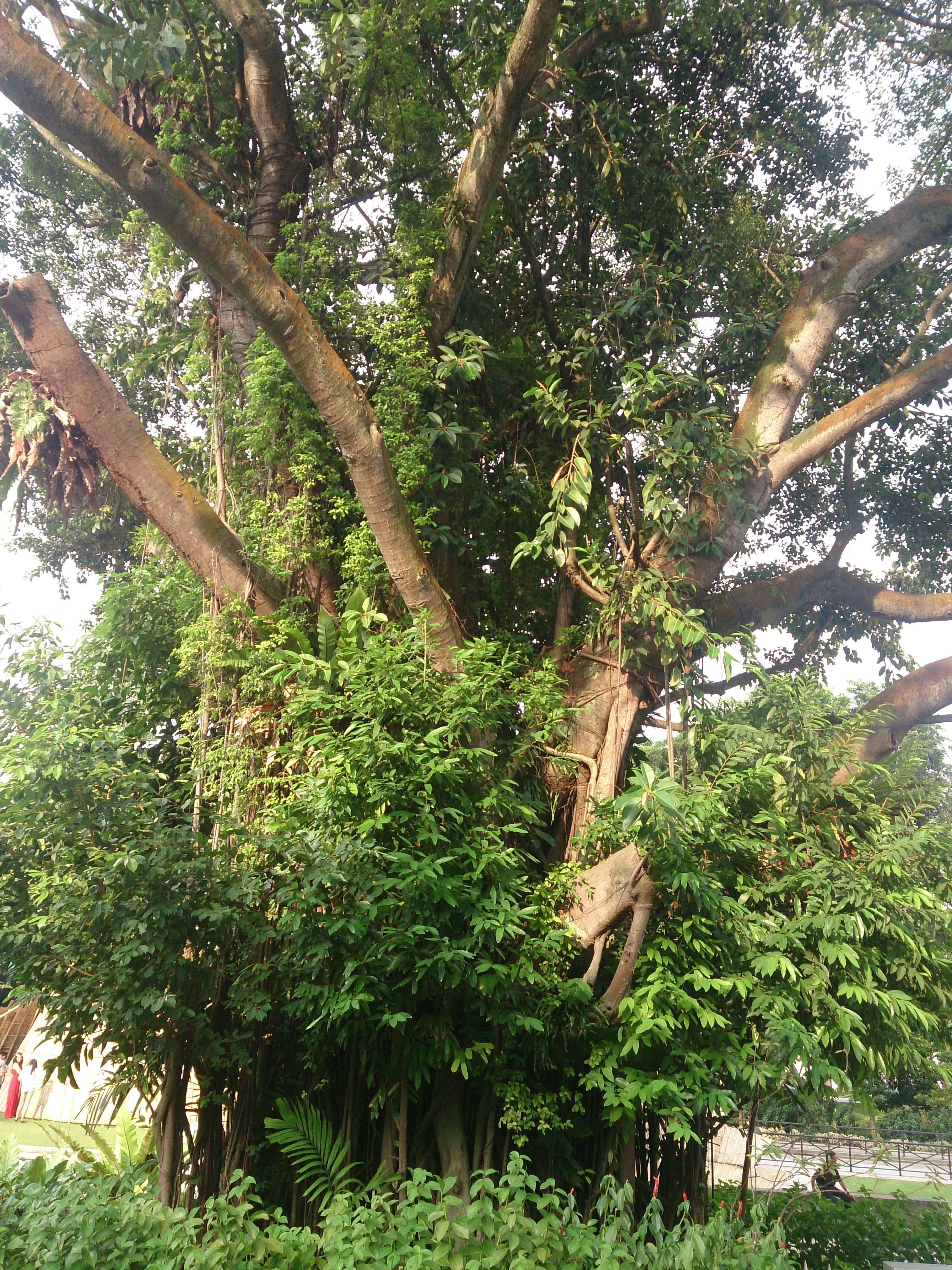
Cây Cao su Ấn Độ tại Bảo tàng quốc gia Singapore

## Ở Việt Nam
Việc tuyển chọn, vinh danh Cây Di sản Việt Nam do Hội Bảo vệ Tài nguyên và Môi trường Việt Nam (VACNE) khởi xướng từ năm 2010 với tên gọi "Bảo tồn cây Di sản Việt Nam" được nhiều tỉnh, thành phố hưởng ứng.
Cây Di sản bao gồm những cây gỗ lớn, cây thân gỗ mọc tự nhiên hoặc được trồng, đang sống trên 100 năm tuổi đối với cây trồng và trên 200 năm tuổi đối với cây tự nhiên, có một hoặc một số giá trị về cảnh quan, môi trường, khoa học, văn hóa, lịch sử... được cộng đồng đề xuất, được chủ sở hữu cây đăng ký, được Hội Bảo vệ Thiên nhiên và Môi trường Việt Nam công nhận và được bảo tồn tốt nhất theo khả năng có thể.
Việc lựa chọn và vinh danh Cây Di sản góp phần bảo tồn nguồn gen tiêu biểu, nâng cao ý thức tôn trọng tự nhiên và trách nhiệm bảo vệ môi trường của cộng đồng, quảng bá sự phong phú, đa dạng với giá trị khoa học cao của hệ thực vật Việt Nam tạo nguồn du lịch sinh thái, nghiên cứu khoa học.
Cây Di sản đáp ứng được các tiêu chí sau:
- Cây tự nhiên:

1. Cây sống trên 200 năm
2. Cao to hùng vĩ: cao trên 40m, chu vi trên 6m đối với cây gỗ đơn thân; Cao trên 25m, chu vi trên 15m đối với các cây đa, si thuộc chi Ficus.
3. Có hình dáng đặc sắc.
4. Đặc biệt ưu tiên các loài đặc hữu, quý hiếm, có giá trị văn hoá, lịch sử.

- Cây trồng

1. Cây sống trên 100 năm
2. Cao to hùng vĩ: Cao trên 30m, chu vi trên 3,5m đối với cây gỗ đơn thân; Cao trên 20m, chu vi trên 10 m, đối với cây đa, si thuộc chi Ficus.
3. Có hình dáng đặc sắc.
4. Đặc biệt ưu tiên các loài có giá trị cảnh quan, văn hóa, lịch sử.

- Các cây khác

1. Cây không đạt các tiêu chí kỹ thuật đã nêu, nhưng có giá trị đặc biệt về khoa học, hoặc lịch sử, hoặc văn hoá, hoặc mỹ quan.
2. Cây cảnh độc đáo.
3. Các cây gần đạt các tiêu chí nhóm A, B nêu trên nhưng có giá trị đặc biệt về khoa học, hoặc văn hoá, hoặc lịch sử, hoặc mỹ quan.

Chu vi cây đơn thân đo cách mặt đất 1,3m; chu vi cây có bạnh vè đo trên bạnh vè 20cm; chu vi các loài đa, si đo cả chu vi các rễ phụ.
Đến nay, Hội Bảo vệ thiên nhiên và môi trường Việt Nam đã công nhận hơn 970 cây là cây di sản trên cả nước trong 5 năm qua. Cây di sản có tuổi thọ lâu nhất Việt Nam là cây Táu bạc ở đền Thiên Cổ, thành phố Việt Trì, tỉnh Phú Thọ. Cây có tuổi thọ khoảng 2.200 tuổi.

## Một số cây di sản

### Cây bồ đề cổ thụ ở Singapore
Cây bồ đề tọa lạc trong ngôi chùa Kim Long (Jin Long Si) ở Singapore, phát triển từ một trong 12 hạt giống được các nhà sư thỉnh về từ Sri Lanka vào thế kỷ 19, đến nay cây đã trên 120 tuổi. Cây cao 30 m, đường kính thân (trung bình) 8,5 m, là cây bồ đề cổ nhất và lớn nhất Singapore theo xác nhận của Hội Thiên nhiên và Hội Vườn Quốc gia nước này. Rễ cây mọc bao trùm toàn bộ ngọn đồi nơi chùa Kim Long tọa lạc. Cây bồ đề này là một trong những "cây di sản" của Singapore.

### Cây bạch đàn cổ thụ Jarrah ở Tây Australia
Cây cổ thụ Jarrhah thuộc chi bạch đàn Eucaliptus marginata (Jarrha) mọc ngay cạnh bãi đỗ xe lối vào thị trấn Armadale, miền Tây Australia. Cây được xác định khoảng từ 400 đến 800 tuổi. Ý đồ chặt hạ cây đã 2 lần bị cộng đồng phản đối rầm rộ vào những năm 1987 và 1997. Khoảng 1147 kiến nghị đã gửi đến Bộ Di sản Úc đề nghị phải bảo vệ cây. Do đó vào năm 1997 Bộ này quyết định cây cổ thụ Jarrha thuộc diện cây di sản. Ở miền Tây Australia chỉ có 3 cây thuộc diện cây di sản

### Cây thông liễu (Jomon Sugi) ở Nhật Bản
Cây thông liễu (Cryptomeria japonica), tên địa phương là Jomon Sugi, mọc trên đỉnh cao nhất của đảo Yakushima, ở độ cao 1.300 m, thuộc nhóm cây thông liễu Nhật Bản to nhất và già nhất. Nó khoảng từ 2170 tuổi đến 7200 tuổi theo những đánh giá khác nhau. Cũng có những ý kiến cho rằng nó phải đến 5000 tuổi thậm chí 6000 tuổi. Tên cây được đặt theo tên triều đại Jomon trong lịch sử Nhật Bản. Cây cao 25,3 m, thể tích gỗ khoảng 300 m³, đường kính thân cây trung bình 16,2 m, được phát hiện năm 1968. Việc phát hiện ra cây thông liễu cổ thụ này đã làm tăng vọt nguồn thu từ du lịch vốn chiếm trên ½  doanh thu kinh tế của hòn đảo.

### Rặng thị cổ Việt Nam
Xem bài: Rặng thị cổ Việt Nam

### Cây gạo cổ thụ nhất Việt Nam
Cây gạo tọa lạc tại đền Mõ thuộc thôn Nghi Dương, xã Ngũ Phúc, huyện Kiến Thụy, thành phố Hải Phòng, do công chúa Quỳnh Trân trồng cách đây 730 năm. Cây có hai thân, cao khoảng 30m, đường kính 2,03 m, tán cây vươn về phía Bắc 18,1 m, về hướng Đông là 25,4 m, về phía Nam 16,2 m, về phía Tây 12 m, diện tích che phủ của tán cây khoảng 1.200 m². Hiện nay cây vẫn phát triển xanh tốt, ra hoa đỏ rực vào tháng 2, đã được Hội bảo vệ thiên nhiên và môi trường công nhận là cây di sản Việt Nam và là cây gạo cổ thụ nhất Việt Nam.